# Zvon ze zvonice v Přelíci
Zvon ze zvonice u kostela sv. Petra a Pavla v Přelíci vyrobil zvonař Petr roku 1486. Dolní průměr zvonu je 81 cm, nachází se na něm český nápis. Ve starší literatuře se za rok vzniku zvonu nesprávně uvádí roku 1386, a proto je považován za zvon s nejstarším českým nápisem. Srovnáním s jinými zvony je však nade vši pochybnost, že zvon pochází až z konce 15. století.

## Rozměry
- Dolní průměr: 81 cm.
- Výška: 65 cm.

## Popis zvonu
- Čepec: jednořádkový nápis v gotické minuskuli, výška písmen 3 cm: + leta + boziho + mzt Ccc(c) + osmdeatz + sesteoe + panebze + racz zdarziti + ten + tozwo / n genz gest (nápis neukončen).
- Krk: reliéf sv. Petra, vysoký 15 cm.